# Raúl Valbuena
Raúl Valbuena Cano (Madrid, España, 23 de abril de 1975) es un exfutbolista y entrenador español. Se desempeñaba como guardameta. Hasta agosto de 2016 dirigió al C. D. Sariñena de la Tercera División de España.

## Trayectoria
Formado inicialmente en las categorías inferiores del C. D. Leganés, aún en edad de juvenil debuta en la temporada 1991/92 con el filial del Leganés. A la temporada siguiente pasa a formar parte del equipo juvenil del Real Madrid C. F., pasando después por sus equipos "C" y "B", hasta que deja la estructura del club blanco en 1998. En la temporada 1998/99 formaría parte del filial del R. C. D. Mallorca. Posteriormente competiría con el C. D. Toledo, Albacete Balompié y Real Zaragoza, este último con el que más éxitos conseguiría, debutando con los maños en Primera División y consiguiendo la Copa del Rey en 2004. Fue el portero que recibió el primer gol de Messi en primera división
Comenzó su carrera como entrenador de las categorías inferiores del Real Zaragoza. En noviembre de 2015 se convierte en entrenador del Club Deportivo Sariñena de la Tercera División de España.

## Clubes

### Como jugador
| Club                  | País   | Año       |
| --------------------- | ------ | --------- |
| C. D. Leganés "B"     | España | 1991-1992 |
| Real Madrid C. F. "C" | España | 1994-1995 |
| Real Madrid C. F. "B" | España | 1995-1997 |
| R. C. D. Mallorca "B" | España | 1998-1999 |
| C. D. Toledo          | España | 1999-2000 |
| Albacete Balompié     | España | 2000-2002 |
| Real Zaragoza         | España | 2002-2004 |
| Albacete Balompié     | España | 2004-2005 |
| Real Zaragoza         | España | 2005-2006 |
| Albacete Balompié     | España | 2006-2008 |

### Como entrenador
| Club           | País   | Año       |
| -------------- | ------ | --------- |
| C. D. Sariñena | España | 2015-2016 |